# Martin Hummel
Martin Hummel (* 14. Mai 1960) ist ein deutscher Romanist und Hochschullehrer. Seine Forschungsschwerpunkte sind die französische, portugiesische und die spanische Sprache mit Fragestellungen hinsichtlich deren Semantik, Syntax, Wortbildung, Stilistik und Textlinguistik.

## Leben und Wirken
Von 1981 bis zum Jahre 1991 studierte Hummel Romanische Philologie, Politikwissenschaft und Volkswirtschaft an der Philipps-Universität in Marburg. Während seines Studiums erwarb er im Jahre 1985 das „Certificat d’Etudes Politiques“ am Institut d’études politiques in Paris. Seine Promotion schloss sich im Jahre 1991 in Romanischer Philologie an (Französisch, Portugiesisch, Spanisch und Politikwissenschaft). Er war unter anderem mit Christina Ossenkop ein Schüler des deutschen Romanisten, Hispanisten, Lusitanisten und Hochschullehrers Dieter Woll. Von 1993 bis 1998 war er zunächst Wissenschaftlicher Assistent am Institut für Romanische Philologie an der Philipps-Universität in Marburg, dann folgte dort seine Habilitation mit dem Erhalt der Venia legendi für Romanische Philologie im Jahre 1998.
In der Folge Vertretung des Lehrstuhls für Romanische Sprachwissenschaft (Französisch & Spanisch) an der Gerhard-Mercator-Universität-GH in Duisburg (1998–2000), und schließlich ein Ruf an die TU Dresden, wo er von 2000 bis 2001 als Professor für Romanistische Sprachwissenschaft lehrte und forschte. Seit dem Jahre 2001 hat er das Amt eines Professors für Romanistik II an der Karl-Franzens-Universität in Graz inne.

### Auszeichnungen
- 1993: Straßburg-Preis für sein Buch Cadre, employé und Angestellter
- 1994: Preis der Universität Marburg für herausragende wissenschaftliche Leistungen

### Werke (Auswahl)
- Adverbale und adverbialisierte Adjektive im Spanischen: Konstruktionen des Typs Los niños duermen tranquilos und Maria corre rápido. (= Tübinger Beiträge zur Linguistik. Band 446). Gunter Narr Verlag, Tübingen 2000, ISBN 3-8233-5112-5.
- Der Grundwert des spanischen Subjunktivs. Narr, Tübingen 2001.
- Polifuncionalidad, polisemia y estrategia retórica : los signos discursivos con base atributiva entre oralidad y escritura. Band 374, Beihefte zur Zeitschrift für romanische Philologie, De Gruyter, Berlin 2012.
- Cadre, employé und Angestellter. Ein sprachwissenschaftlicher Beitrag zur vergleichenden Kulturforschung im deutsch-französischen Sprachraum der Gegenwart. Tübingen 1993, In: Vox Romanica. Band 53, 1994, S. 384–389.
- Polyfunctionality, polysemy, and rhetorical strategy – The functional, sematic and pragmatic motivation of discourse functions. Grazer Linguistische Studien (Zeitschriftenheft), Nr. 79, 2013, ISSN 1015-0498.
- Lusitanica et Romanica. Festschrift für Dieter Woll zum 65. Geburtstag, hrsg. von Martin Hummel und Christina Ossenkop, Hamburg 1998.
- Sincronía y diacronía de los llamados adjetivos adverbializados y de los adverbios en -mente. Anuario de Letras, Volume 1, Issue 2, 2013, S. 215–281, doi:10.1016/S0185-1373(13)70257-X.
- Diminutive als Apreziativa. Zur Theorie der Diminutive im Spanischen. Romanistisches Jahrbuch, Band 45, 1994, ISSN 0080-3898, S. 243.